# Donja Budičina
Donja Budičina falu Horvátországban, Sziszek-Monoszló megyében. Közigazgatásilag Petrinyához tartozik.

## Fekvése
Sziszek városától légvonalban 12, közúton 23 km-re délre, községközpontjától 8 km-re délkeletre a Báni végvidék középső részén, a 30-as számú főút mentén, Moštanica és Taborište között, a Budičina-patak mellett fekszik.

## Története
A római korban határában haladt át a Sisciát (Sziszek) a tengerparti Seniával (Zengg) összekötő fontos út és a Siscia városát ellátó római vízvezeték is. Budičina a középkorban is lakott volt. 1193-ban még csak helyként „Podgoria locus”, 1255-ben már Gora melletti új településként „noua villa apud Sanctum Clementem in Gorra” alakban említik. 1301-ben „Podgoria terra in comitatu de Gora apud Sanctum Clementem iuxta fluvius Budychin” néven, mint a Budičina-pataknál a gorai Szent Kelemen templom közelében fekvő földet említik. A török a 16. század második felében szállta meg.
1683 és 1699 között a felszabadító harcokban a keresztény seregek kiűzték a térségből a törököt és a török határ az Una folyóhoz került vissza. 1697 körül a Turopolje, a Szávamente, a Kulpamente vidékéről és a Banovina más részeiről előbb horvát katolikus, majd a 18. században több hullámban Közép-Boszniából, főként a Kozara-hegység területéről és a Sana-medencéből pravoszláv szerb családok települtek le itt. Az újonnan érkezettek szabadságjogokat kaptak, de ennek fejében határőr szolgálattal tartoztak. El kellett látniuk a várak, őrhelyek őrzését és részt kellett venniük a hadjáratokban. 1696-ban a szábor a bánt tette meg a Kulpa és az Una közötti határvédő erők parancsnokává, melyet hosszas huzavona után 1704-ben a bécsi udvar is elfogadott. Ezzel létrejött a Báni végvidék (horvátul Banovina), mely katonai határőrvidék része lett. 1745-ben megalakult a Petrinya központú második báni ezred, melynek fennhatósága alá ez a vidék is tartozott.
A település 1774-ben az első katonai felmérés térképén „Mittel-Pudichina, Ober-Pudichina, Unter-Pudichina” azaz Közép-, Felső- és Alsó-Budičina néven szerepel. A katonai határőrvidék megszűnése után Zágráb vármegye Petrinyai járásának része volt. 1857-ben 363, 1910-ben 512 lakosa volt. A 20. század első éveiben a kilátástalan gazdasági helyzet miatt sokan vándoroltak ki a tengerentúlra. 1918-ban az új szerb-horvát-szlovén állam, majd később Jugoszlávia része lett. A második világháború idején a Független Horvát Állam része volt. A háború után a béke időszaka köszöntött a településre. Enyhült a szegénység és sok ember talált munkát a közeli városokban. A délszláv háború előestéjén lakosságának 85%-a horvát, 12%-a szerb nemzetiségű volt. A falu 1991. június 25-én a független Horvátország része lett, de néhány hónap múltán elfoglalták a szerb erők és a Krajinai Szerb Köztársasághoz csatolták. A falut 1995. augusztus 6-án a Vihar hadművelettel foglalta vissza a horvát hadsereg. A szerb lakosság többsége elmenekült. 2011-ben 236 lakosa volt.

## Népesség
| Lakosság változása | Lakosság változása | Lakosság változása | Lakosság változása | Lakosság változása | Lakosság változása | Lakosság változása | Lakosság változása | Lakosság változása | Lakosság változása | Lakosság változása | Lakosság változása | Lakosság változása | Lakosság változása | Lakosság változása | Lakosság változása |
| ------------------ | ------------------ | ------------------ | ------------------ | ------------------ | ------------------ | ------------------ | ------------------ | ------------------ | ------------------ | ------------------ | ------------------ | ------------------ | ------------------ | ------------------ | ------------------ |
| 1857               | 1869               | 1880               | 1890               | 1900               | 1910               | 1921               | 1931               | 1948               | 1953               | 1961               | 1971               | 1981               | 1991               | 2001               | 2011               |
| 363                | 386                | 438                | 492                | 520                | 512                | 509                | 523                | 414                | 412                | 434                | 425                | 379                | 344                | 247                | 236                |

## Nevezetességei
- A Szeplőtelen Fogantatás tiszteletére szentelt római katolikus temetőkápolnáját 1740-ben fából építették. A kazettás mennyezet 1779-ben készült, mely az egyik legrégebb óta fennmaradt ilyen jellegű alkotás volt ezen a vidéken. Barokk oltárát 1741-ben építették. A kápolna első része 1909-ben épült, amikor a kápolnát bővítve átépítették. Ekkor készült a padozat és a boltozat egy részét is kicserélték. 1991 szeptemberében a falut megszálló szerb erők teljesen lerombolták. Ma csak az egykori épület alapjai látszanak.
- Szűz Mária kápolna Gornja Budičinán.
- A II. világháború áldozatainak emléktábláját 1966-ban avatták az iskolaépület falán.
- Bužim középkori régészeti lelőhely.

## Gazdaság
A legjelentősebb gazdasági bevételeket a méhészet, a gyümölcstermesztés és az állattartás adja.

## Kultúra
A település kulturális és művészeti egyesülete a HKUD "Budičanka", melynek tagjai hűen őrzik a kulturális hagyományokat, a népi énekeket, táncokat és szokásokat. Az egyesület minden évben megrendezi a gesztenyefesztivált és a folklór találkozót. A népviselet a Kulpamente és Hrasztovica népviseletéhez hasonló. Alapanyaga házi készítésű vászon, melyet gazdagon díszítenek a pazarul hímzett virágok és geometriai motívumok.

## Turizmus
- A falu körüli erdők és a Plješivica-hegy gazdagok gesztenyében. A közeli patakon egy egyedülálló vízesés található, melynek neve Vražji skok. Erdei ösvény vezet a közeli Klinac várához. A szépséges táj és a dombvonulatok kedvező terepet biztosítanak a kerékpártúrákhoz.